# Konoe Tadatsugu
Konoe Tadatsugu (近衛 忠嗣) (1383 - 1454), fils de Konoe Kanetsugu, est un noble de cour japonais (kugyō) de l'époque de Muromachi (1336–1573). Il exerce la fonction de régent kampaku de 1408 à 1409. Il a un fils, Konoe Fusatsugu avec une roturière.

## Source de la traduction
- (en) Cet article est partiellement ou en totalité issu de l’article de Wikipédia en anglais intitulé « Konoe Tadatsugu » (voir la liste des auteurs).